# Sumurun
Sumurun is een Duitse avonturenfilm uit 1920 onder regie van Ernst Lubitsch.

## Verhaal
De oude sjeik van Bagdad en zijn zoon zijn allebei verliefd op Sumurun, de mooiste vrouw uit de harem. Sumurun is echter verliefd op de stoffenhandelaar Nur-al-Din. Als een rondreizend toneelgezelschap Bagdad bezoekt, krijgt Sumurun plots minder aandacht van de beide sjeiks. Ze zijn geïntrigeerd door een buikdanseres die samen optreedt met een gebochelde goochelaar. De danseres speelt vader en zoon uit tegen elkaar.

## Rolverdeling
| Acteur            | Personage   |
| ----------------- | ----------- |
| Paul Wegener      | Oude sjeik  |
| Carl Clewing      | Jonge sjeik |
| Jenny Hasselqvist | Sumurun     |
| Aud Egede-Nissen  | Haidee      |
| Harry Liedtke     | Nur-al-Din  |
| Paul Graetz       | Puffti      |
| Max Kronert       | Muffti      |
| Ernst Lubitsch    | Gebochelde  |
| Margarete Kupfer  | Oude vrouw  |
| Pola Negri        | Danseres    |
| Paul Biensfeldt   | Achmed      |
| Jakob Tiedtke     | Eunuch      |